# علی میرزایی (روزنامه‌نگار)
علی میرزایی (زادهٔ ۱۳۲۸) روزنامه‌نگار ایرانی است. وی در سال‌های نخست پس از انقلاب، مدیر کتابخانه‌های کانون پرورش فکری کودکان و نوجوانان بود و همکاری با سازمان برنامه و بودجه و شرکت ملی فولاد ایران را به منظور امور مطبوعاتی تجربه کرده‌است. میرزایی سابقهٔ تصدی مسئولیت در مؤسسه عالی آموزش و پژوهش مدیریت و برنامه‌ریزی و وزارت امور اقتصادی و دارایی را نیز دارد و مدتی رئیس هیئت مدیره و مدیرعامل باشگاه فرهنگی ورزشی پرسپولیس شده‌است.
علی میرزایی، تحصیل در مقطع کارشناسی ارشد را زیر نظر استاد راهنمای خود، توران میرهادی، در دانشگاه تهران به پایان رساند. در اواسط سال ۱۳۶۹، به دعوت حسین محلوجی وزیر معادن و فلزات و رئیس باشگاه پرسپولیس، هفته‌نامهٔ پرسپولیس را راه‌اندازی کرد و خودش سردبیر آن شد با این حال، ۶ ماه بعد، از نشریه جدا شد. علی میرزایی با انتشار نگاه نو نزد اهالی مطبوعات شناخته شده است. در دوران مدیریتی میرزایی در دانشمند، این مجله به یکی از مهم‌ترین مجلات روشنفکری در ایران تبدیل شد. او یک بار دیگر در اواخر دههٔ هفتاد به هفته‌نامهٔ پرسپولیس بازگشت. نامه‌های میرزایی كه با لحنی تند و با صراحت، به همه كس و همه جا نوشته می‌شد، آغازگر مجادلات طولانی میان او با هیئت مدیره و مدیرعامل باشگاه پرسپولیس شد. انتقادات تند میرزایی از عملکرد امیر عابدینی مدیرعامل وقت باشگاه پرسپولیس که در هفته‌نامهٔ پرسپولیس چاپ می‌شد، به حدی رسید که محلوجی از ریاست هیئت مدیره باشگاه کناره‌گیری کرد.
میرزایی در بهمن ۱۳۷۹ به عنوان رئیس جدید هیئت مدیره باشگاه تعیین شد و عباس انصاری‌فرد نیز به عنوان مدیرعامل مشغول به کار شد اما دوران مدیریت انصاری‌فرد چندان دوام نداشت و میرزایی در آبان ۱۳۸۰ شخصاً مدیرعامل باشگاه نیز شد. نحوهٔ تعامل میرزایی با علی پروین سرمربی وقت و محمود خوردبین سرپرست وقت تیم، حاشیه‌های فراوانی داشت. اختلاف نظر بر سر سهام سرمایه باشگاه، و تلاش میرزایی برای انتقال مالکیت به محمدعلی زم رئیس وقت حوزه هنری انقلاب اسلامی، مناقشهٔ طولانی و پرحاشیه‌ای ایجاد کرد که سرانجام با مداخلهٔ دیوان عالی کشور، مالکیت باشگاه به سازمان تربیت بدنی منتقل شد. در دوران مدیریت میرزایی، عنوان حقوقی باشگاه همزمان به دو نام «پیروزی» و «پرسپولیس» ثبت شد.
میرزایی از سال ۱۳۸۱ تا اردیبهشت ۱۳۸۲ که حسین عظیمی آرانی درگذشت، قائم‌مقام او در مؤسسه عالی آموزش و پژوهش مدیریت و برنامه‌ریزی بود. سپس طهماسب مظاهری وزیر امور اقتصادی و دارایی، میرزایی را به عنوان معاون خود در امور شرکت‌های دولتی منصوب کرد ولی در این سمت نیز تنها یک سال فعالیت داشت چرا که به دنبال برکناری مظاهری در اردیبهشت ۱۳۸۳ توسط رئیس‌جمهور سید محمد خاتمی، میرزایی از سمت‌های خود استعفا داد. بعد از استعفای میرزایی، سید حمید پورمحمدی هم جایگزین او در معاونت امور شرکت‌های دولتی و هم در ریاست هیئت مدیره باشگاه پرسپولیس شد. میرزایی از اسفند ۱۳۸۲، سرپرستی معاونت اداری و مالی وزارت‌خانه را نیز برعهده داشت.